# Мірко Таккола
Мірко Таккола (італ. Mirko Taccola, нар. 14 серпня 1970, Піза) — італійський футболіст, що грав на позиції захисника.

## Клубна кар'єра
Народився 14 серпня 1970 року в місті Піза. Вихованець футбольної школи клубу «Піза». Дорослу футбольну кар'єру розпочав 1987 року в основній команді того ж клубу, в якій провів два сезони, але основним гравцем так і не став, взявши участь лише у 2 матчах Серії А. За цей час виборов титул володаря Кубка Мітропи у 1988 році.
В результаті у жовтні 1989 року перейшов у клуб Серії С1 «Тернана», де був основним гравцем, а після завершення сезону став гравцем клубу Серії Б «Пескара». Там Таккола також провів один сезон, після чого повернувся в «Пізу», що за час відсутності Мірко опустилась до Серії Б. Цього разу Такколі вдалося закріпитись в клубі та стати основним гравцем і в результаті в листопаді 1993 року перейшов на правах оренди в італійський гранд «Інтернаціонале». За новий клуб Таккола дебютував 22 листопада 1992 року в міланському дербі з «Міланом» (1:1), але закріпитись не зумів і, зігравши до кінця року лише 6 ігор у Серії А, покинув клуб і наступні два сезони по року грав у клубах Серії Б «Луккезе-Лібертас» та «Палермо», будучи основним гравцем.
Своєю грою за останню команду привернув увагу представників тренерського штабу клубу Серії А «Наполі», до складу якого приєднався влітку 1995 року. Втім у вищому дивізіоні Таккола знову не зміг заграти і здавався в оренду в клуби «Кальярі» (Серія А) та «Луккезе-Лібертас» (Серія Б).
У 1998 році він поїхав до Греції, де протягом двох сезонів був гравцем ПАОКа. Він швидко став улюбленцем трибун завдяки своїй самовіддачі, динаміці і хорошому вибору гольової позиції. Він забив 5 голів у 28 матчах, але більшість уболівальників запам'ятала гол, який не був зарахований: ΠΑΟΚ приймав на своєму полі «Олімпіакос» 30 жовтня 1998 року. Рахунок був 1:2 після того як на 80 хвилині був призначений пенальті, незважаючи на те, що нападник був у положенні поза грою. Після цього «Тумба» підганяла свою команду вперед, щоб встановити паритет. Після навісу в штрафну площу Такола красиво пробив головою з підкруткою і зрівняв рахунок на 82 хвилині, але асистент головного арбітра Влахос побачив гру рукою і гол не був зарахований. Таке рішення викликало гнів на трибунах і серед футболістів, втім головний арбітр рішення не змінив.
На початку 2000 року перейшов у «Палермо» з Серії С1, а наступний сезон 2000/01 провів у клубі другого португальського дивізіону «Мая». В подальшому знову грав на батьківщині за клуби Серії С1 «Віртус Ланчано» та «Сора», а влітку 2004 року перейшов у санмаринський клуб «Сан-Марино Кальчо», що грав у нижчих італійських лігах і якому допоміг вийти з Серії С2 в Серію С1.
У сезоні 2006/07 грав у Серії С1 за «Тернану», після чого повернувся в «Сан-Марино Кальчо», де провів ще один сезон. 19 липня 2008 року підписав однорічний контракт з клубом Серії C1 «Паганезе», а влітку 2009 року став гравцем «Мессіни» з Серії D.
На початку 2010 року Таккола востаннє повернувся до професійного футболу, погравши недовго в Серії C1 за «Потенцу», а завершував професійну ігрову кар'єру у клубах Серії D «Сапрі», «Монтериджоні» та «Форколі», де грав до 2012 року.

## Виступи за збірні
1992 року залучався до складу молодіжної збірної Італії, з якою виграв молодіжний чемпіонат Європи 1992 року.
Того ж року захищав кольори олімпійської збірної Італії на Олімпійських іграх 1992 року у Барселоні, де збірна вилетіла у чвертьфіналі.

## Титули і досягнення
- Володар Кубка Мітропи (1):

«Піза»: 1988
- Чемпіон Європи (U-21) (1):

Італія (U-21): 1992